# Брессанд, Фридрих Христиан
Фридрих Христиан Брессанд (нем. Friedrich Christian Bressand; около 1670, Дурлах — 11 апреля 1699, Вольфенбюттель) — немецкий поэт эпохи барокко и оперный либреттист.

## Биография
Сын личного повара маркграфа Дурлаха. После разрушения города французскими войсками в 1689 году, вынужден был бежать и, благодаря семейным связям, нашёл убежище при дворе герцога Антона Ульриха Брауншвейг-Вольфенбюттельского, покровителя наук и искусств, большого почитателя оперной музыки, который в 1690 построил оперный театр Opernhaus am Hagenmarkt.
Недолгая жизнь Ф. Х. Брессанда протекала преимущественно на дворцовой службе.
Сам герцог писал либретто для опер и зачислил Брессанда, в качестве помощника в организации театральных представлений. Начали с немецких постановок французских и итальянских опер. Он перевёл с итальянского и французского языков несколько драм Корнеля, Расина, Мольера.
Вскоре, Ф. Х. Брессанд создал целый ряд собственных либретто, ставших популярными среди немецких композиторов. Сочинял зингшпили, пасторали и др.
Его тексты со временем стали использоваться даже в Гамбургской опере (Oper am Gänsemarkt), наряду с такими известными поэтами, как Кристиан Генрих Постель.
После десяти лет продуктивной работы, Ф. Х. Брессанд внезапно умер в возрасте 29 лет. сочинения